# Málaga
Málaga (phát âm tiếng Tây Ban Nha: [ˈmalaɣa]) là một thành phố thuộc tỉnh Málaga, Tây Ban Nha.

## Khí hậu
| Dữ liệu khí hậu của Málaga (1981–2010)   | Dữ liệu khí hậu của Málaga (1981–2010) | Dữ liệu khí hậu của Málaga (1981–2010) | Dữ liệu khí hậu của Málaga (1981–2010) | Dữ liệu khí hậu của Málaga (1981–2010) | Dữ liệu khí hậu của Málaga (1981–2010) | Dữ liệu khí hậu của Málaga (1981–2010) | Dữ liệu khí hậu của Málaga (1981–2010) | Dữ liệu khí hậu của Málaga (1981–2010) | Dữ liệu khí hậu của Málaga (1981–2010) | Dữ liệu khí hậu của Málaga (1981–2010) | Dữ liệu khí hậu của Málaga (1981–2010) | Dữ liệu khí hậu của Málaga (1981–2010) | Dữ liệu khí hậu của Málaga (1981–2010) |
| Tháng                                    | 1                                      | 2                                      | 3                                      | 4                                      | 5                                      | 6                                      | 7                                      | 8                                      | 9                                      | 10                                     | 11                                     | 12                                     | Năm                                    |
| ---------------------------------------- | -------------------------------------- | -------------------------------------- | -------------------------------------- | -------------------------------------- | -------------------------------------- | -------------------------------------- | -------------------------------------- | -------------------------------------- | -------------------------------------- | -------------------------------------- | -------------------------------------- | -------------------------------------- | -------------------------------------- |
| Cao kỉ lục °C (°F)                       | 26.8 (80.2)                            | 30.0 (86.0)                            | 31.4 (88.5)                            | 33.0 (91.4)                            | 35.0 (95.0)                            | 41.0 (105.8)                           | 44.2 (111.6)                           | 44.0 (111.2)                           | 40.0 (104.0)                           | 36.3 (97.3)                            | 30.4 (86.7)                            | 24.6 (76.3)                            | 44.2 (111.6)                           |
| Trung bình ngày tối đa °C (°F)           | 16.8 (62.2)                            | 17.7 (63.9)                            | 19.6 (67.3)                            | 21.4 (70.5)                            | 24.3 (75.7)                            | 28.1 (82.6)                            | 30.5 (86.9)                            | 30.8 (87.4)                            | 28.2 (82.8)                            | 24.1 (75.4)                            | 20.1 (68.2)                            | 17.5 (63.5)                            | 23.3 (73.9)                            |
| Trung bình ngày °C (°F)                  | 12.1 (53.8)                            | 12.9 (55.2)                            | 14.7 (58.5)                            | 16.3 (61.3)                            | 19.3 (66.7)                            | 23.0 (73.4)                            | 25.5 (77.9)                            | 26.0 (78.8)                            | 23.5 (74.3)                            | 19.5 (67.1)                            | 15.7 (60.3)                            | 13.2 (55.8)                            | 18.5 (65.3)                            |
| Tối thiểu trung bình ngày °C (°F)        | 7.4 (45.3)                             | 8.2 (46.8)                             | 9.8 (49.6)                             | 11.1 (52.0)                            | 14.2 (57.6)                            | 18.0 (64.4)                            | 20.5 (68.9)                            | 21.1 (70.0)                            | 18.8 (65.8)                            | 15.0 (59.0)                            | 11.3 (52.3)                            | 8.9 (48.0)                             | 13.7 (56.7)                            |
| Thấp kỉ lục °C (°F)                      | −2.6 (27.3)                            | −3.8 (25.2)                            | −1.2 (29.8)                            | 2.8 (37.0)                             | 5.0 (41.0)                             | 9.8 (49.6)                             | 10.0 (50.0)                            | 12.2 (54.0)                            | 10.2 (50.4)                            | 5.6 (42.1)                             | 1.4 (34.5)                             | −0.8 (30.6)                            | −3.8 (25.2)                            |
| Lượng Giáng thủy trung bình mm (inches)  | 69 (2.7)                               | 60 (2.4)                               | 52 (2.0)                               | 44 (1.7)                               | 20 (0.8)                               | 6 (0.2)                                | 0 (0)                                  | 6 (0.2)                                | 20 (0.8)                               | 57 (2.2)                               | 100 (3.9)                              | 100 (3.9)                              | 534 (21.0)                             |
| Số ngày giáng thủy trung bình (≥ 1.0 mm) | 5.8                                    | 4.8                                    | 4.0                                    | 4.5                                    | 3.1                                    | 0.8                                    | 0.1                                    | 0.5                                    | 2.1                                    | 4.4                                    | 5.6                                    | 6.6                                    | 42.3                                   |
| Độ ẩm tương đối trung bình (%)           | 69                                     | 68                                     | 67                                     | 63                                     | 59                                     | 58                                     | 58                                     | 61                                     | 65                                     | 70                                     | 71                                     | 72                                     | 65                                     |
| Số giờ nắng trung bình tháng             | 180                                    | 180                                    | 222                                    | 244                                    | 292                                    | 329                                    | 347                                    | 316                                    | 255                                    | 215                                    | 172                                    | 160                                    | 2.905                                  |
| Nguồn: Agencia Estatal de Meteorología   |                                        |                                        |                                        |                                        |                                        |                                        |                                        |                                        |                                        |                                        |                                        |                                        |                                        |

## Hành chính
Málaga được chia làm 10 quận.
| Số | Quận              | Số | Quận                | Vị trí |
| -- | ----------------- | -- | ------------------- | ------ |
| 1  | Centro            | 6  | Cruz de Humilladero |        |
| 2  | Este              | 7  | Carretera de Cádiz  |        |
| 3  | Ciudad Jardín     | 8  | Churriana           |        |
| 4  | Bailén-Miraflores | 9  | Campanillas         |        |
| 5  | Palma-Palmilla    | 10 | Puerto de la Torre  |        |

## Người nổi tiếng
- Pablo Picasso, họa sĩ
- Antonio Banderas, diễn viên
- José Puyet, họa sĩ[4]
- Amparo Muñoz, Hoa hậu Hoàn vũ 1974
- José Moreno Carbonero, họa sĩ
- Juan García Postigo, Mister World 2007
- Miguel Ángel Jiménez, tay golf chuyên nghiệp
- Antonio Cánovas del Castillo, Thủ tướng của Alfonso XII
- Marqués de Salamanca, giám đốc ngân hàng và chính trị gia
- José Luís Heredia, vô dịch quyền Anh châu Âu 1979
- Daniel Pacheco, cầu thủ bóng đá
- Miguel Ortiz Berrocal, nhà điêu khắc
- Fran Perea, diễn viên và ca sĩ
- Apoño, cầu thủ bóng đá
- Azahara Muñoz, tay golf chuyên nghiệp